# Paix de Philocrate
 (août 2022).
Si vous disposez d'ouvrages ou d'articles de référence ou si vous connaissez des sites web de qualité traitant du thème abordé ici, merci de compléter l'article en donnant les références utiles à sa vérifiabilité et en les liant à la section « Notes et références ».

Expansion de la Macédoine jusqu'à la mort de Philippe II en 336 av. J.-C.

La paix de Philocrate est un traité de paix entre Athènes et la Macédoine signé en 346 av. J.-C. Elle marque une trêve de quelques années dans la série des conflits opposant Philippe II aux Athéniens.

## Contexte historique
À partir de 348 av. J.-C., les positions d'Athènes sont affaiblies par les conquêtes de Philippe II en Chalcidique et en Thrace et par la présence renforcée des Macédoniens en Thessalie. En 346, les Athéniens concluent avec les rois du Bosphore un accord permettant un approvisionnement en grain à des conditions avantageuses. Mais l’expédition dirigée par Philippe sur les bords de la Propontide menace cet accord. Par ailleurs les Macédoniens luttent contre les Phocidiens durant la troisième guerre sacrée. Pour les Athéniens, cette guerre signifie la présence de troupes macédoniennes au sud des Thermopyles, porte d'entrée vers l'Attique. Le stratège des Phocidiens, Phalaicos, neveu d'Onomarchos, ayant été renversé, les Phocidiens demandent aux Athéniens et aux Spartiates de venir garder les Thermopyles. Mais le retour aux pouvoir de Phalaicos change la donne : les Athéniens se voit interdire l'accès au défilé. Ne pouvant désormais plus défendre l'Attique face à des Macédoniens en situation de force, les Athéniens sont poussés à négocier par l'intermédiaire d'Eschine.

## Déroulement

### Préambules des négociations
Les négociateurs d'Athènes ne sont eux-mêmes pas d'accord sur la négociation même de la paix. Les Athéniens veulent à tout prix garder leur acquis et ont définitivement compris la nécessité de traiter avec Philippe : ils sentent que Philippe est sur une marche croissante du pouvoir et qu'il veut acquérir de plus en plus de force. Eschine comprend cela et veut avoir un partage des rôles en Grèce de manière positive pour Athènes : la thalassocratie aux Athéniens et l'hégémonie sur terre aux Macédoniens, du même ordre que la volonté d'un Cimon au Ve siècle vis-à-vis de Sparte. Eschine s'est trompé sur les intentions réelles de Philippe sur Thèbes, mais malgré cela on ne peut à aucun moment le suspecter de trahison.
Plusieurs faits et modes de pensées séparent Eschine de Démosthène : parmi eux les rapports avec Thèbes. La position d'Eschine cadre avec une politique athénienne traditionnelle de défiance vis-à-vis de la grande cité béotienne, considéré comme la plus dangereuse. Celle de Démosthène, cherche un rapprochement avec Thèbes, pour former un front capable de résister à l'offensive macédonienne grâce à l'alliance des deux cités.

### Négociations
Les négociations trainent en longueur, voulue par Philippe lui-même qui attendait la fin des opérations contre les Phocidiens pour jurer avec Athènes une paix synonyme de victoire diplomatique : il aurait le temps de gagner sur tous les fronts qu'il souhaitait et il aurait ainsi atteint tous ses objectifs. Par contre, il serait mal avisé d'imaginer les Athéniens attendant sans réagir le serment de Philippe : c'est pendant les pourparlers de paix en mai-juin qu'Athènes renouvelle son alliance avec Mytilène. Athènes fortifiait ses arrières donc, afin d'éviter toute attaque par le sud et pouvoir concentrer dans le nord de la Grèce ses forces terrestres : les Athéniens ont l'avantage sur la mer mais pas sur la terre. Ces alliances servaient ainsi de repositionnement stratégique autour de la Macédoine pour contrer son influence croissante.
Il y a deux sources complémentaires et contradictoires qui parlent justement de ces négociations : les discours d'Eschine et de Démosthène prononcés en 343 lors du procès pour trahison de certains ambassadeurs de 346 intenté par Démosthène qui fut débouté. Il y eut en fait deux ambassades. La première, composée du côté athénien de dix envoyés , dont Philocratès, Eschine et Démosthène, eut lieu à Pella et Démosthène ne s'y montra pas sous son meilleur jour : cette mission fut la première de Démosthène et Eschine le décrivit comme sensible à ce moment et plein d'émotions. Il ne s'agissait que d'une prise de contact pour connaître les intentions de chacun et Philippe se montra conciliant même dans son attitude avec les Athéniens : il avait vécu à Thèbes et les connaissait donc bien. Par contre sur le cas d'Amphipolis et Potidée il fut intransigeant et ne changea pas d'avis : ces cités resteraient siennes. Les ambassadeurs revinrent à Athènes peu après et il fallut deux séances à l’assemblée, les 18 et 19 Elaphébolion (15-16 avril 346), pour parler de la paix. Le procès n'eut lieu que trois ans après les faits et donc savoir précisément les faits est relativement difficile. De plus Démosthène cherche s'en démarquer. Pourtant rien dans son attitude en 346 ne montre pareille position : il travaille aussi a une ratification rapide de la paix et ne montre pas de comportement différent des autres ambassadeurs.
Toute la difficulté du traité concernait le traitement réservé aux Phocidiens. En effet il n'était aucunement écrit qu'ils allaient figurer sur le traité de paix. Les exclure revenait à les livrer à la vindicte des Thébains et à la volonté de Philippe. Mais le fait est que peu d'Athéniens étaient prêts à mourir pour la Phocide et la décision était déjà prise. Aussi l'Assemblée adopta-t-elle un décret rédigé par le responsable des négociations du côté athénien, Philocratès, décret conforme aux exigences de Philippe. Le texte ne disait rien des Phocidiens qui étaient donc exclus du traité de paix négocié par Athènes et Philippe mais sans qu'Athènes les abandonnât de manière explicite. Démosthène ne trouva rien à redire, et aucune contestation ne se fit entendre. Pour le reste, chacun conservait ce qu'il avait au moment de la paix, ce qui revenait pour Athènes de reconnaitre la perte d'Amphipolis et de Potidée et des autres places et villes sous son contrôle, mais lui permettait d'obtenir la confirmation de son implantation en Chersonèse de Thrace. Par contre Athènes se devait d'attaquer tout parti voulant redonner les anciennes possessions athéniennes à Athènes. Ceux-ci jurèrent la paix le 24 Elaphébolion (21 avril) en présence des envoyés de Philippe, Antipater et Parménion. Restait à obtenir le serment de Philippe.
Pour avoir le serment de Philippe, il fallut environ deux mois et demi. Durant ce temps, Philippe s'occupa de plusieurs cités dans le nord-est de la Grèce afin d'assurer sa tranquillité après les accords de paix. Cela fut une victoire macédonienne de plus mais sans toucher aux accords de paix. Le roi ne revint à Pella qu'au milieu du mois de juin 346 et malgré certaines accusations de trahison : il est difficile d'imaginer comment l'ambassade athénienne aurait pu abréger ce délai en se rendant en Thrace comme Démosthène l'avait suggéré. Cela aurait été insulter le roi de Macédoine.
Philippe semble donc avoir tenu deux langages, l'un aux Thébains en leur assurant sa détermination à l'encontre des Phocidiens et l’autre aux Athéniens, en leur sous-entendant que Thèbes pourrait être matée avec une alliance entre Athènes et la Macédoine de Philippe. Philippe a ici joué un jeu habile de manipulation des différentes parties afin d'accroître le plus possible la puissance de la Macédoine. De même pour Athènes qui pratiquait aussi son propre double jeu :  être attentif à la menace thébaine d'une part et ménager Thèbes d'autre part en vue d'un prochain choc contre Philippe.
Philippe n'avait toujours pas prêté serment. Il le fit à Phères, en Thessalie, au début de juillet, alors qu'il n’était qu'à trois jours de marche des Thermopyles. La paix de Philocrate entre alors en vigueur.

## Conséquences
Eschine a-t-il cru aux promesses d'isoler Thèbes ? Le 16 du même mois, ils semblent convaincre le peuple de participer à l’expédition de Philippe en Béotie ce qui aurait pu façonner en dur le traité de paix. Pourtant c'est Démosthène qui obtient la confiance de l'assemblée en faisant valoir que les soldats envoyés pourraient être les otages de Philippe : si ceux-ci tombent dans les mains de Philippe, leur sort pourrait être la mort. Et Athènes qui est en guerre depuis plusieurs décennies est lasse de la guerre. Tout cela montre à Athènes une grande perplexité et une certaine peur face à un avenir incertain que la cité maitrise de moins en moins.
Phalaicos abandonne les dernières places fortes en sa possession en échange de la vie sauve pour son peuple et lui-même ce qui peut laisser présager un accord préalable entre Phalaicos et Philippe. Il devient maitre de la Phocide mais laisse aux Amphictyons le soin de choisir le sort de la cité. Avec les choix faits par Phocide durant la troisième guerre sacrée, les conditions imposées par les Grecs sont très dures. Les Phocidiens perdent leurs deux sièges amphictioniques au profit de Philippe. Avec ses alliés de Thèbes, Philippe contrôle désormais Delphes et va présider les jeux pythiques à l'automne 346.
La Grèce est désormais le lieu d'une importante lutte d'influence. Philippe menace les détroits d'une importance capitale pour Athènes car ce sont les espaces permettant l’approvisionnement athénien. Malgré les dissensions dues à la guerre des alliés, Démosthène obtient l'alliance de Byzance. C'est un échec pour Philippe qui met aussitôt le siège devant Périnthe en 341. Peu après il envoie une lettre aux Athéniens qui achève la rupture : c'est la guerre.
Peu après, lorsque Philippe s'empare d'un convoi de ravitaillement athénien, Athènes déclare la guerre, d'abord avec quelques succès, mais le Macédonien, poursuivant vers le sud, jouera une bataille décisive à Chéronée en 338.